# Brazo de carga
Un  brazo de carga permite el transvase de un líquido o gas licuado de una cisterna a otra. Para el transvase desde una cisterna (de camión o ferrocarril) se necesita de un brazo de carga superior o inferior. Para el transvase desde un barco es necesaria la utilización de un brazo de carga marino.

## Brazos de carga superiores e inferiores

### Concepto genérico de un brazo de carga superior o inferior

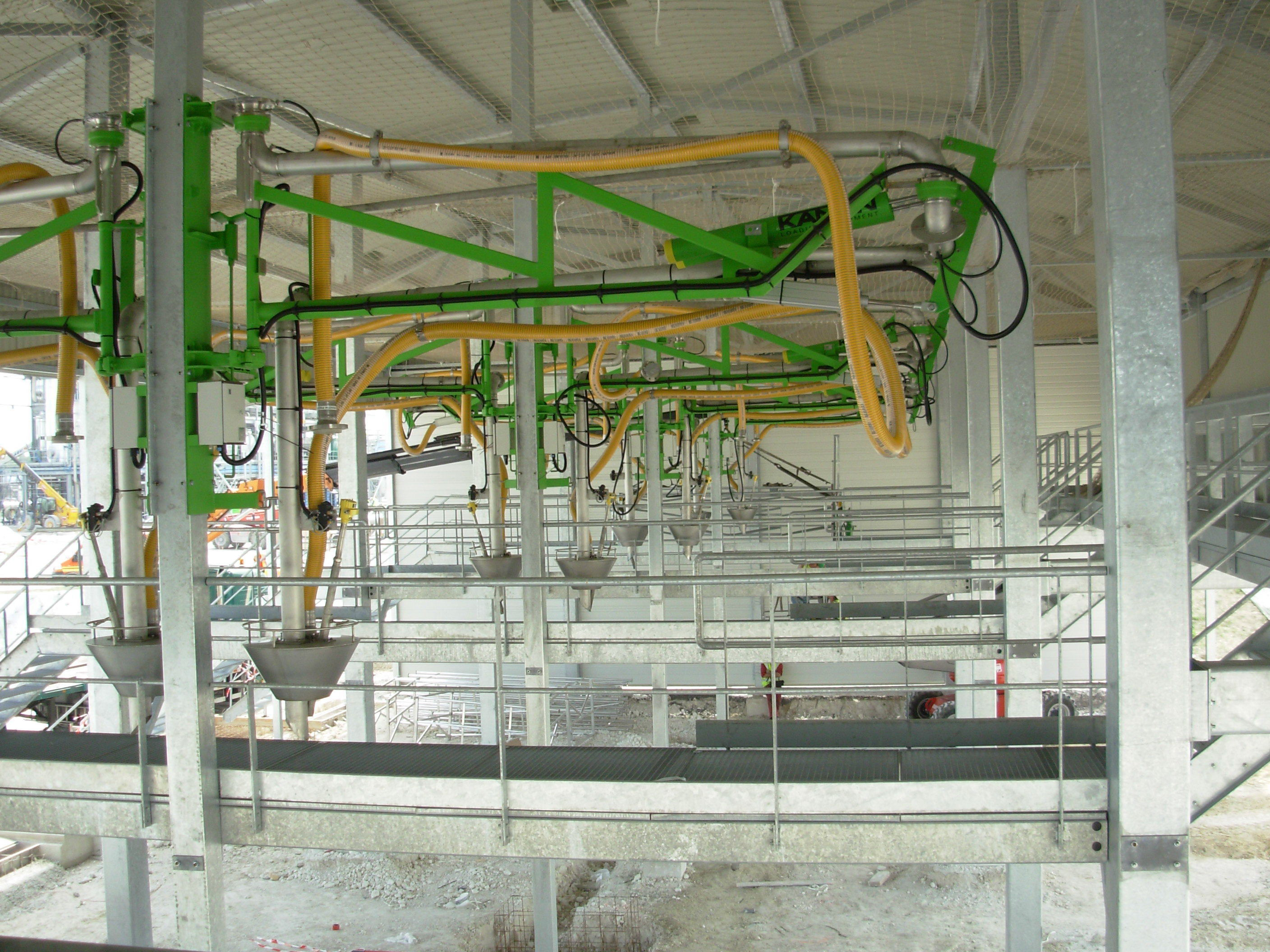
Brazo de carga superior

Estos tipos de brazos de carga están formados por 3 tubos denominados brazo interior, brazo exterior y tubo buzo. Los diámetros pueden ir de 2” a 6”. Estos tres tubos están unidos entre ellos por juntas rotativas que les permiten girar fácilmente. El brazo se puede extender para obtener la posición de trabajo requerida para acceder al depósito a cargar o descargar y ser plegado para ocupar el mínimo espacio de almacenamiento. Estos dos tipos de brazos pueden estar montados sobre una columna o sobre una placa para su fijación mural. El equilibrado se hace necesario por el peso de los tubos. El equilibrado de un brazo se puede realizar ya sea mediante contrapesos o mediante cilindros.

### Brazo de carga superior

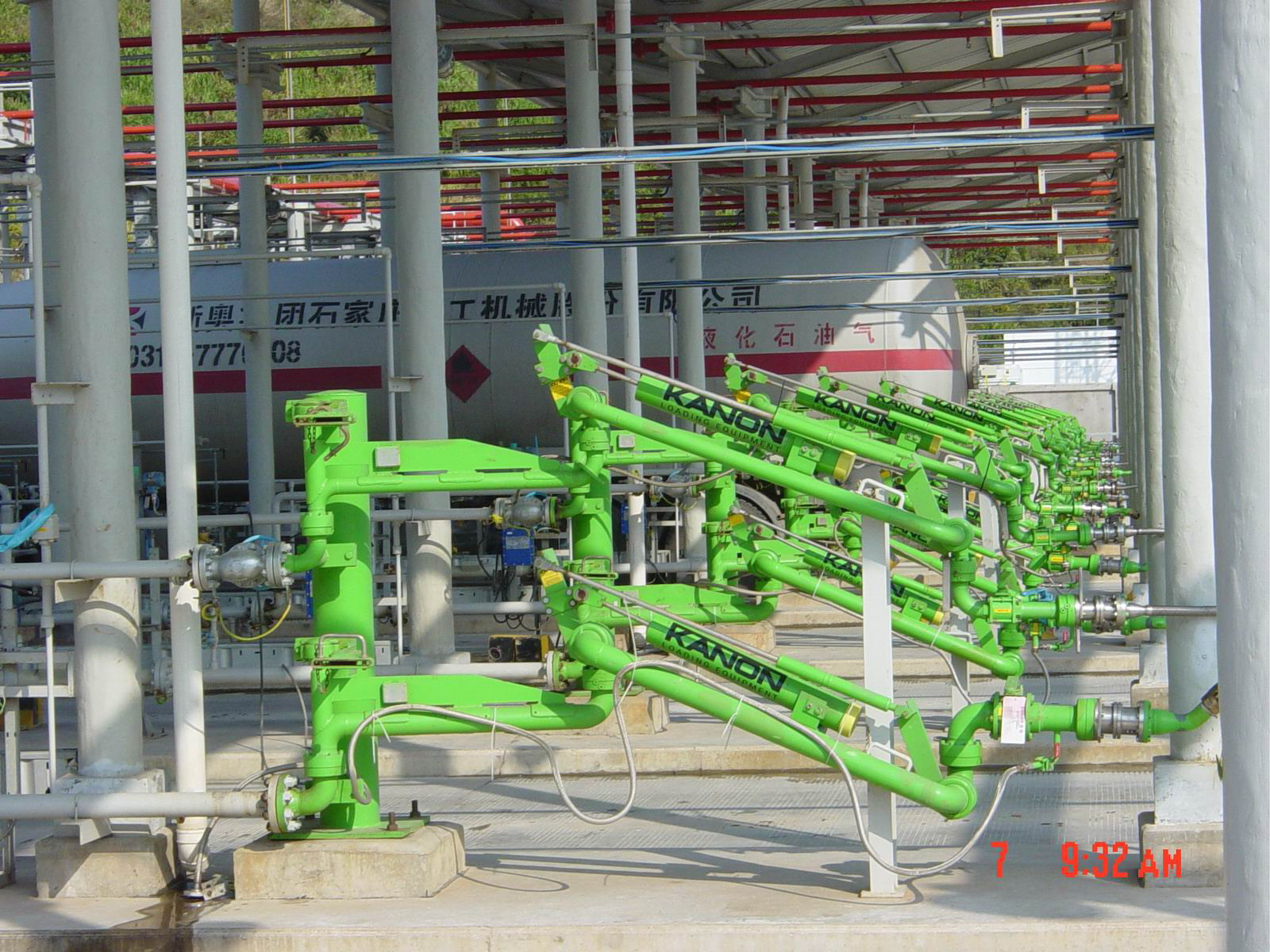
Brazo de carga inferior

El brazo de carga superior es muy utilizado para la carga de cisternas, tanto de camión como de ferrocarril. La carga se realiza por la boca de hombre situada en la parte superior de la cisterna. Según la naturaleza del producto (no peligroso, sin evaporación de gases tóxicos….), la carga se puede realizar abierta, es decir que la boca de hombre no está recubierta. Una conexión semicerrada se puede realizar mediante un cono conectado sobre la boca de hombre de la cisterna. Es necesaria una conexión cerrada para productos tóxicos y peligrosos. Esta conexión se realiza con una brida en la parte superior de la cisterna. Los conos pueden estar equipados de un tubo flexible para evacuar los vapores del producto sin emisión a la atmósfera. Existen multitud de accesorios que se pueden hacer la utilización de un brazo de carga superior más ergonómica y practica: elevación y descenso neumático, sondas de nivel, sensores de detección de posición, sistema anti-extracción, purgas, drenajes, ….

### Brazo de carga inferior
Está destinado para descarga de cisternas tanto de camión como de ferrocarril. La conexión puede ser lateral o por la parte posterior de la cisterna o ambas. El lugar de la conexión influye en el tamaño de los tubos, así una conexión posterior precisa de tubos más largos que una conexión lateral. La conexión de este tipo de brazos a la cisterna se puede hacer mediante brida o acoplador. Este tipo también dispone de multitud de accesorios que se pueden insertar en el brazo de carga con el fin de hacerlos más ergonómicos tal como se describe en los brazos de carga superiores.

## Brazos de carga marinos
Para la carga o descarga de barcos, es necesario una manguera flexible o un brazo de carga marino para absorber los movimientos del barco, los cambios de las mareas, las corrientes, el viento y muchos otros factores. Un brazo de carga marino proporciona una mejora significativa en comparación con una manguera flexible en el transvase de líquidos entre el buque y el muelle. Este permite una operación más fácil y más ergonómica, ofrece una vida útil más prolongada y permite desconexiones de emergencia sin pérdida de producto y sin contaminación.
Como para los brazos de carga superiores e inferiores, el brazo de carga marino es un sistema compuesto por tubos rígidos y juntas rotativas para obtener una perfecta flexibilidad. Las juntas rotativas se usan en una gran variedad de sectores industriales, puesto que son necesarias para introducir y/o vehicular agua, vapor, aceite, lubricantes refrigerantes u otros fluidos a partes rotativas de la máquina, tales como rodillos, ejes, o husillos.  La OCIMF (Oil Company International Marine Forum) y ASME han establecido las directrices en materia de cálculos de resistencia, forma de trabajo y accesorios. Sin embargo, el diseño del brazo de carga no está incluido en esta guía y se deja a criterio de los fabricantes.

### Un diseño diferente de brazo de carga marino
La línea de producto reposa sobre una columna vertical y está compuesta por un brazo interno y un brazo externo; estos dos brazos son piezas móviles. El equilibrado es necesario debido al peso de los tubos. Equilibrio del brazo de carga marino es compensado por un contrapeso que está conectado los brazos interno y externo a través de un pantógrafo rígido. Los brazos de carga marinos de pequeñas dimensiones se pueden accionar manualmente, cuando las dimensiones son mayores son operados por un control hidráulico.
La línea de producto puede ser independiente o montado en una estructura de soporte independiente. Dado que las juntas rotativas son lo suficientemente resistentes para absorber el peso de la línea de productos, el fluido de carga en el brazo y las fuerzas del viento, el brazo de carga marino se puede construir sobre una estructura propia. Hoy en día, el brazo de carga marítima también se puede construir sobre una estructura de apoyo independiente como la que se requiere para GNL y para líquidos altamente corrosivos.
Recientemente, la concepción del brazo de carga marítima se ha mejorado de manera significativa por el diseño simétrico. Este nuevo concepto ofrece muchas ventajas, como la distribución equitativa de las fuerzas en la junta rotativa en todas las condiciones, menos fuerza en la base de la estructura, reduce el peso del brazo de carga, y permite que los rangos de trabajo sean más grandes sin necesitar de una estructura mucho más importante. Desde su creación, el diseño simétrico ha demostrado su eficacia y fiabilidad. El diseño simétrico es también aplicable a brazos de carga marinos que requieren una estructura de soporte independiente.

## Galería de fotos

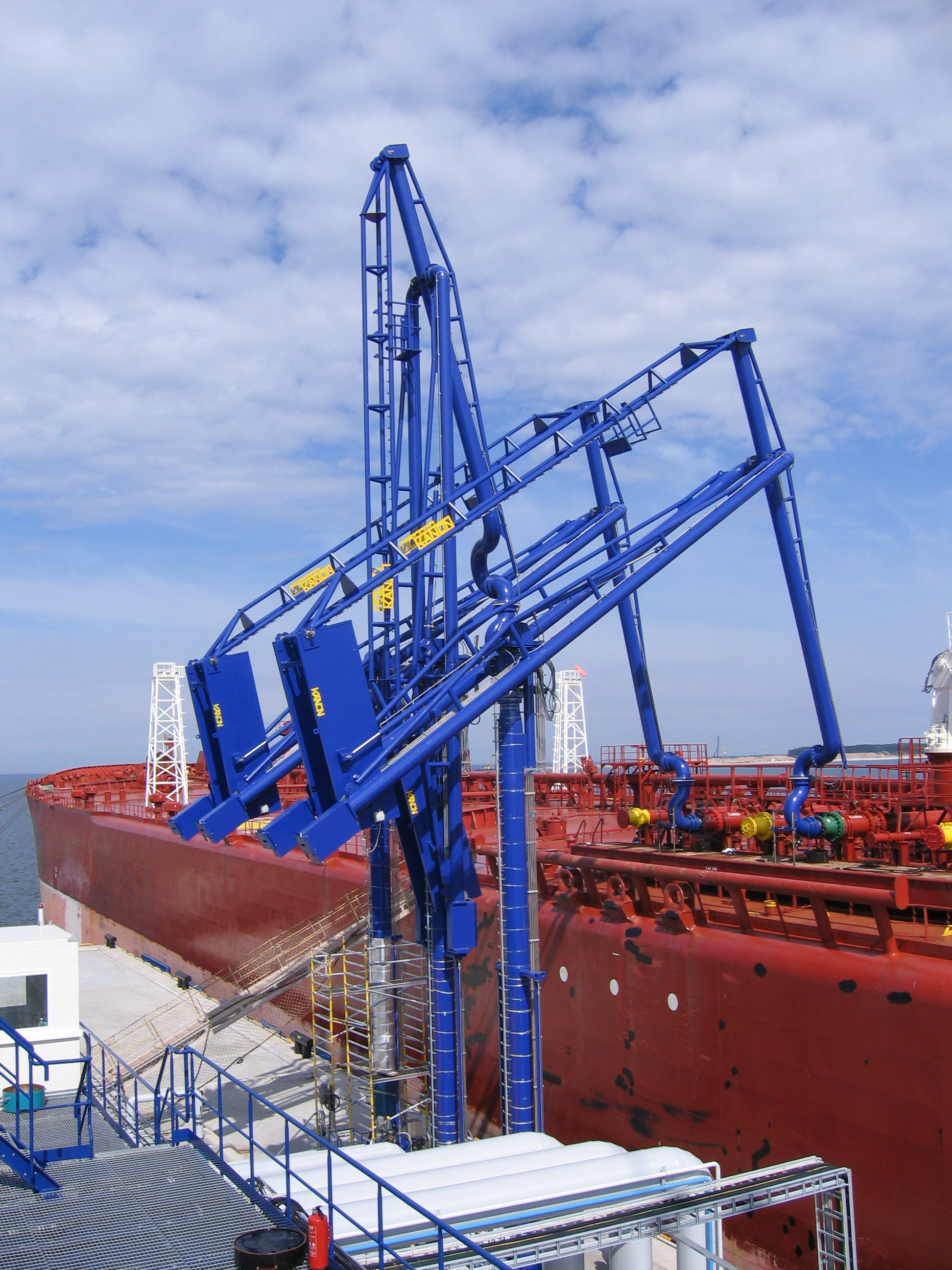
2 Brazos de carga marinos conectados a un barco.
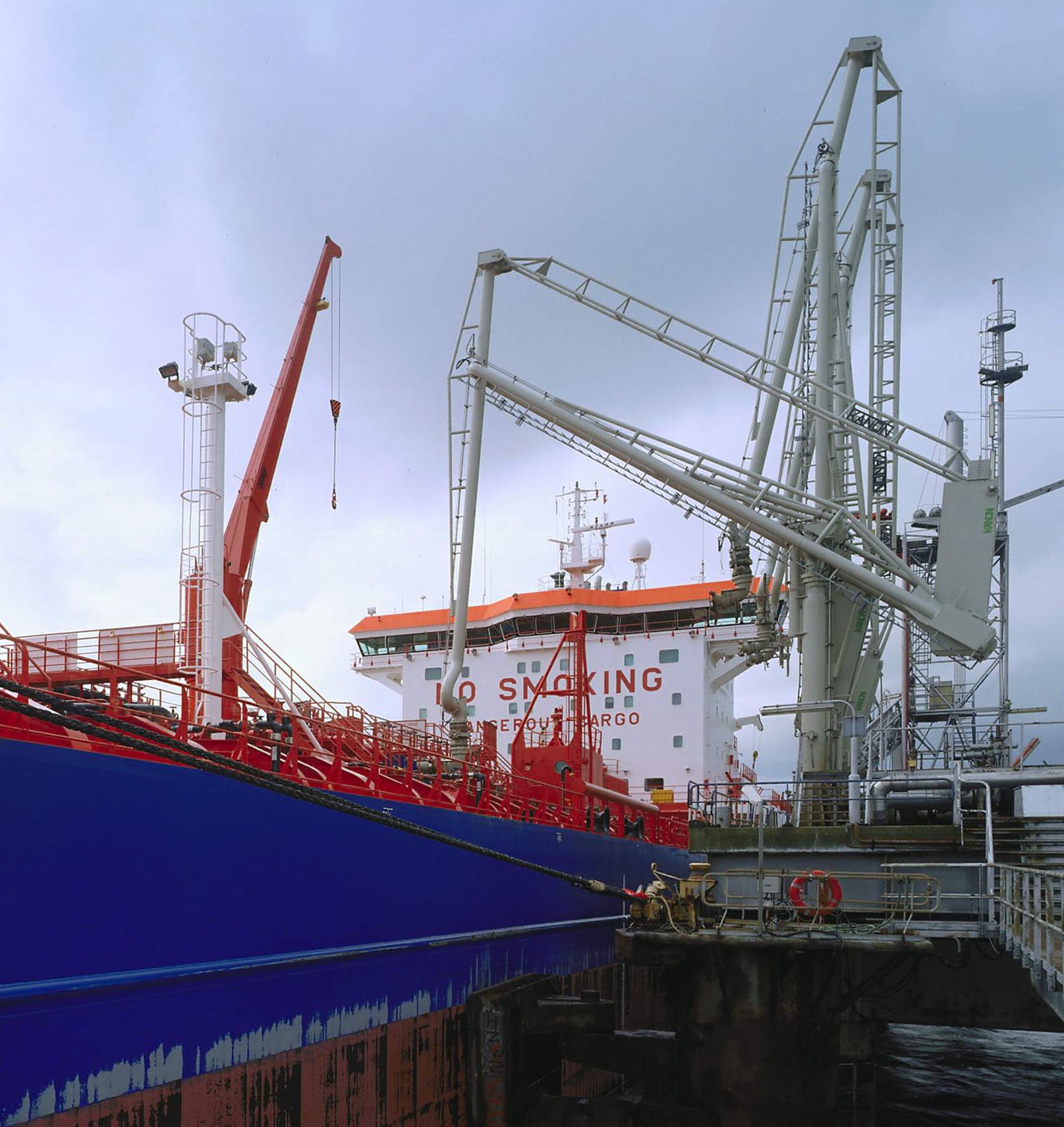
Brazo de carga marino conectado a un barco.
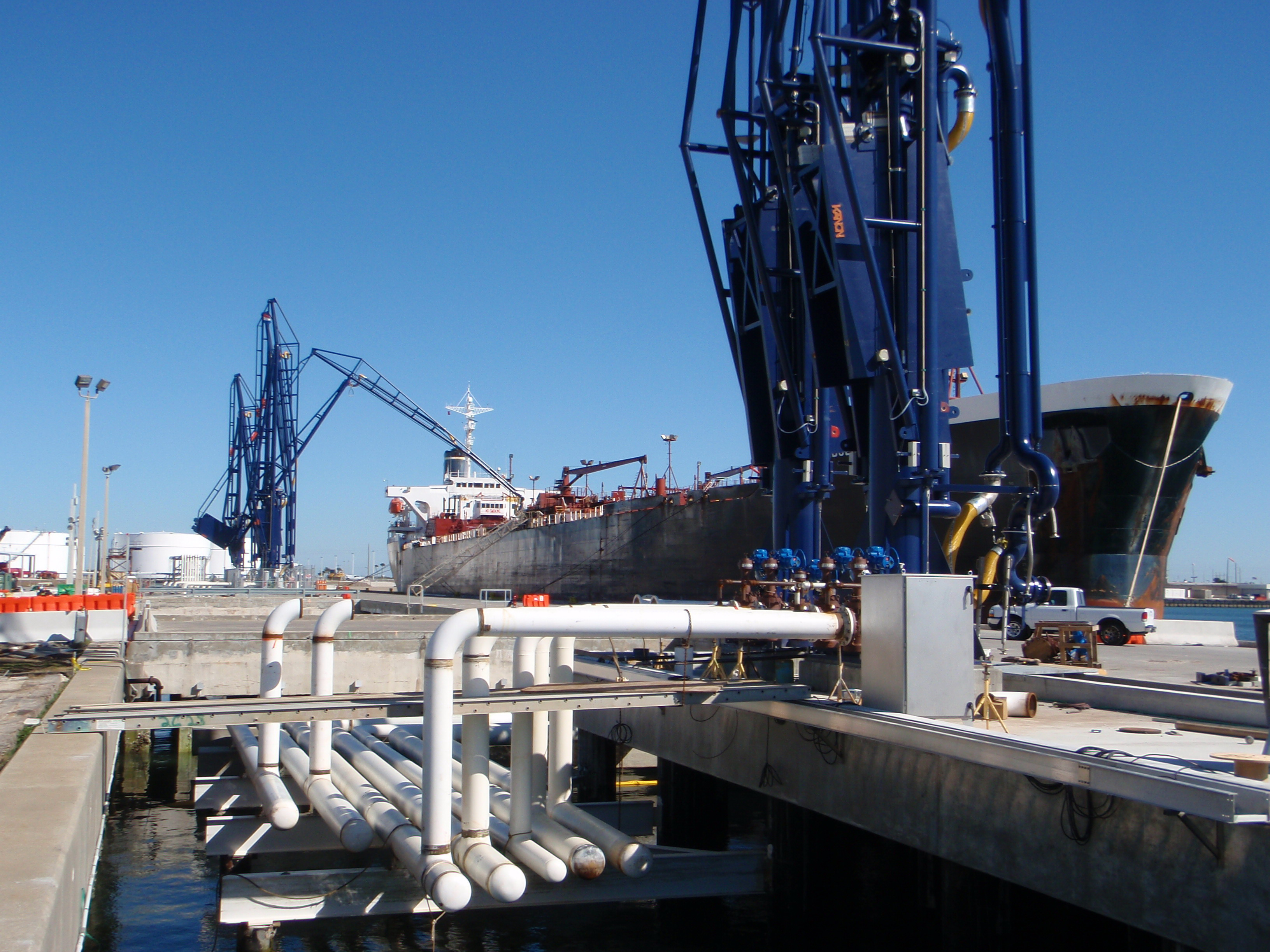
Brazo de carga marino con un largo brazo externo.
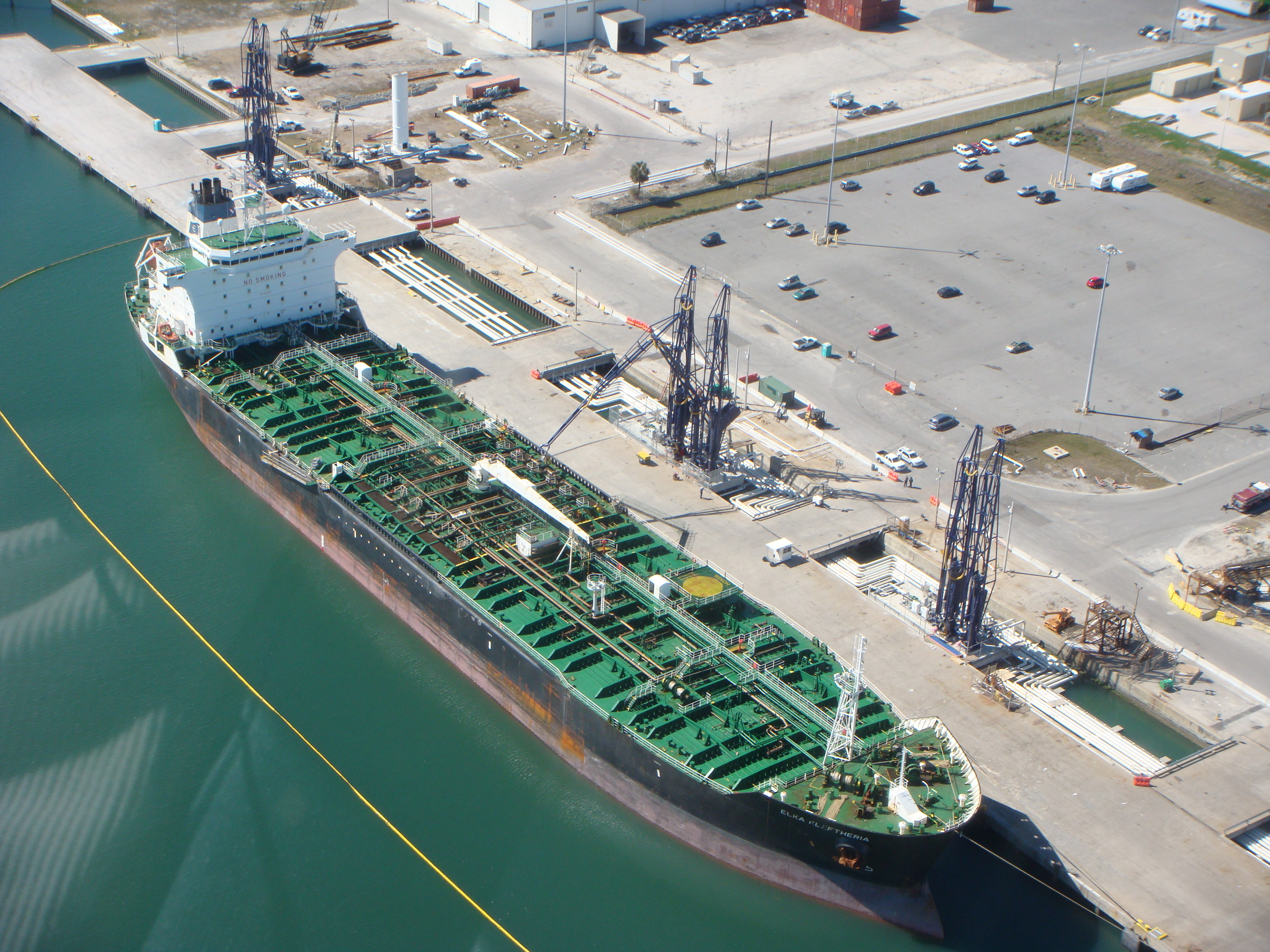
Vista aérea de un brazo de carga marino.